# スミス・アンド・ネフュー
スミス・アンド・ネフュー（英: Smith & Nephew plc）は、イギリス・ワトフォードに本拠を置き、世界100ヵ国以上で、創傷管理・内視鏡・整形外科領域を対象とした医療機器の製造・販売を行う多国籍企業。ロンドン証券取引所・ニューヨーク証券取引所上場企業（LSE: SN、NYSE: SNN）。

## 沿革
1856年、イングランド東海岸、キングストン・アポン・ハルの薬剤師であったThomas James Smithが最初の店舗を開設した。初期の商品は包帯が中心であり、その後くる病、結核、リウマチなどの治療薬を扱い、1880年代にはロンドンの病院がThomasの製品を採用するようになった。1896年、Thomas死去の数か月前、甥のHoratio Nelson Smithが経営に参加し、事業はT.J. Smith and Nephew（トーマス・ジェームズ・スミスと甥）の通称で知られるようになった。第一次世界大戦中に戦時需要の上昇に伴い業績を拡大させ、1928年に絆創膏のブランドであるエラストプラスト（Elastoplast）の開発を開始（同事業は1992年にドイツのバイヤスドルフに売却）、1937年にSmith & Nephew Associated Companies Ltd.として、ロンドン証券取引所に上場し株式公開を行った。
その後イギリスの関連企業の買収を続け、1968年にユニリーバが買収を試みるも頓挫している。1986年にアメリカ合衆国・テネシー州の整形外科機器メーカーであるRichards Medical Companyを買収した。1998年に事業の再構築が行われ、創傷管理・内視鏡・整形外科の各分野を事業対象に定め、2000年にコンシューマ向け事業を売却し、病院を顧客とするB to B事業に特化した。
2002年にアメリカ・カリフォルニア州を本拠とするOratec Interventionsを買収、2004年にバーミンガムの股関節手術機器メーカーであるMidland Medical Technologies Ltd.を買収。2007年5月にスイスのPlus Orthopedics Holding AGを買収し傘下企業とし、またアメリカ・カリフォルニア州のBlueSky Medical Groupを買収し創傷管理分野を拡大した。2014年2月、アメリカ・テキサス州のArthroCare Corporationを買収・併合した。2016年5月、婦人科部門をアメリカのメドトロニックに売却した。

## 日本法人
日本では1987年に日本法人「スミス・アンド・ネフュー株式会社」を設立、2005年に会社分割を行い、創傷管理分野の「スミス・アンド・ネフューウンドマネジメント株式会社」、関節内視鏡分野の「スミス・アンド・ネフューエンドスコピー株式会社」、整形外科分野の「スミス・アンド・ネフューオーソペディックス株式会社」の3法人が設立されていたが、2017年1月に再びスミス・アンド・ネフュー株式会社に統合された。東京（浜松町）をはじめ、各地に営業所を持つ。